# NGC 725
NGC 725 est une galaxie spirale relativement éloignée et située dans la constellation de la Baleine. NGC 725 a été découverte par l'astronome américain Francis Leavenworth en 1885.

## Caractéristiques
Sa vitesse par rapport au fond diffus cosmologique est de 10 130 ± 19 km/s, ce qui correspond à une distance de Hubble de 149 ± 10 Mpc (∼486 millions d'al).